# Régiment des fusiliers-grenadiers de la Garde impériale
Le Régiment de Fusiliers-Grenadiers de la Garde Impériale est un régiment français des guerres napoléoniennes. Il était intégré à la Garde impériale.

## Historique du régiment
- 1806 - Régiment de Vélites-Grenadiers de la Garde Impériale
- 1806 - 2e Régiment de Fusiliers de la Garde Impériale
- 1809 - Régiment de Fusiliers-Grenadiers de la Garde Impériale
- 1814 - Dissout.

## Campagnes et batailles
- Campagne de France
  - 11 février 1814 : bataille de Montmirail

## Chef de corps
- 1806 : Jean Parfait Friederichs
- 1809 : Pierre Bodelin
- 1813 : Jean-François Flamand
- 1813 : Pierre Léglise

## Personnes connues ayant servi dans ce régiment
- Le sergent Adrien Bourgogne (1785-1867) auteur de « Les mémoires du sergent Bourgogne » revenant sur son parcours durant la terrible campagne de Russie (1812) et décrivant l'horreur qu'il vécut notamment sur l'incendie de Moscou, les batailles de Krasnoé, bataille de la Bérézina, le froid, la faim, les Cosaques... un ouvrage passionnant.
- Le capitaine Claude Noisot (1757-1861) grand et fidèle admirateur de l'empereur Napoléon Ier, il fonde et aménage en 1835 le Musée Napoléon Ier et Parc Noisot de Fixin en Bourgogne.

## Autres unités de la Garde Impériale
- Liste des unités de la Garde impériale (Premier Empire)